# Ten Days in the Valley
Ten Days in the Valley é uma série de televisão dramática estadunidense que foi ao ar na ABC de 1º de outubro de 2017 a 6 de janeiro de 2018. Criada por Tassie Cameron, o programa é protagonizada por Kyra Sedgwick.

## Elenco e personagens

### Principal
- Kyra Sedgwick como Jane Sadler[1]
- Adewale Akinnuoye-Agbaje como Detetive John Bird[2]
- Kick Gurry como Pete Greene[3]
- Erika Christensen como Ali Petrovich[3]
- Josh Randall como Tom Petrovich[2]
- Felix Solis como Comandante Elliot Gomez[3]
- Francois Battiste como Gus Tremblay[2]
- Malcolm-Jamal Warner como Matt Walker[4]
- Abigail Pniowsky como Lake Sadler-Greene[2]

### Recorrente
- Emily Kinney como Casey[5]
- Ali Liebert como Detetive Nickole Bilson
- Ella Thomas como Detetive Isabel Knight
- Gage Golightly como Lynn
- Marisol Ramirez como Beatriz
- Carlos Sanz como Chistopher Gomez
- Currie Graham como Henry Vega[2]

## Produção
A série começou a ser desenvolvida no início de 2016 e seria estrelada por Demi Moore.  Ela deixou o projeto por razões desconhecidas e foi substituída por Kyra Sedgwick.

## Recepção
O Rotten Tomatoes reportou um índice de aprovação de 61%, com uma nota média de 7,45/10 com base em 18 críticas. Consenso do site diz, "A entrega instantaneamente tensa de Ten Days in the Valley de ligações materiais familiares a leva a um estudo de personagem intrigante e a um mistério envolvente, apesar do potencial inexplorado". O Metacritic, atribuiu uma pontuação de 63 de 100 com base em 12 avaliações, indicando "críticas geralmente favoráveis".